# Magnus Andersson (Fußballspieler, 1981)
Magnus Andersson (* 27. April 1981) ist ein schwedischer Fußballspieler. Der Mittelfeldspieler kam in über 200 Spielen in der Allsvenskan zum Einsatz.

## Werdegang
Andersson begann mit dem Fußballspielen bei Hillerstorp Goif. Anschließend wechselte er zu IFK Värnamo. Dort fiel er den Verantwortlichen des Svenska Fotbollförbundet auf und wurde von Torbjörn Nilsson in dessen erstem Spiel als Trainer der schwedischen U21-Auswahl bei der 0:3-Niederlage gegen die griechische Juniorennationalmannschaft am 13. Februar 2002 eingesetzt.
Durch seinen Juniorennationalmannschaftseinsatz rückte Andersson auch in den Blickpunkt höherklassiger Mannschaften und wurde von Halmstads BK unter Vertrag genommen, wo der Mittelfeldspieler 2002 in der Allsvenskan debütierte. Auf Anhieb konnte er sich in die Mannschaft spielen, kam aber in den ersten Jahren seiner Profilaufbahn hauptsächlich als Einwechselspieler zum Einsatz. In der Spielzeit 2005 spielt er sich in die Startformation des Klubs, ein Kreuzbandriss im Juli des Jahres in der Schlussphase des Spiels gegen Malmö FF zog jedoch eine längere Verletzungspause nach sich. Nach mehreren Knieoperationen konnte er erst wieder gegen Ende der folgenden Spielzeit in den Kader zurückkehren und kam nur noch auf zwei Kurzeinsätze als Einwechselspieler.
Zur Spielzeit 2007 schloss sich Andersson dem Ligakonkurrenten Trelleborgs FF an. Dabei etablierte er sich im Laufe der Saison als Stammspieler und schaffte mit dem Klub dank des besseren Torverhältnisses gegenüber dem Tabellenletzten IF Brommapojkarna den Klassenerhalt. In seiner zweiten Spielzeit für den Klub verpasste er nur eines der 30 Saisonspiele und wurde mit sechs Saisontreffern zweitbester vereinsinterner Torschütze hinter Stürmer Andreas Drugge. In der Spielzeit 2009 erreichte er an der Seite von Kristian Haynes, Dennis Melander und Joakim Sjöhage mit dem Klub den neunten Platz und war auch in der folgenden Spielzeit als Stammspieler einer der Garanten für den Klassenerhalt in der Allsvenskan. In der Spielzeit 2011 gehörte er mit vier Saisontoren hinter Haynes, Marcus Pode und Fredrik Jensen erneut vereinsintern zu den torgefährlichsten Spielern, dennoch reichte es als Tabellenvorletzter nicht zum Klassenerhalt in der höchsten Spielklasse.
Andersson spielte für Trelleborgs FF auch in der zweitklassigen Superettan. Jedoch verlief auch diese Saison erfolglos: Zwar konnte er vier Tore in 25 Spielen am Saisonende vorweisen, dennoch stieg der Klub direkt in die drittklassige Division 1 ab. Trotz des Abstiegs verlängerte er seinen Vertrag um ein Jahr.